# Ruma (Illinois)
Ruma és una població dels Estats Units a l'estat d'Illinois. Segons el cens del 2000 tenia 260 habitants.

## Demografia
Segons el cens del 2000, Ruma tenia 260 habitants, 99 habitatges, i 69 famílies. La densitat de població era de 244,8 habitants/km².
Dels 99 habitatges en un 40,4% hi vivien nens de menys de 18 anys, en un 59,6% hi vivien parelles casades, en un 6,1% dones solteres, i en un 29,3% no eren unitats familiars. En el 26,3% dels habitatges hi vivien persones soles l'11,1% de les quals corresponia a persones de 65 anys o més que vivien soles. El nombre mitjà de persones vivint en cada habitatge era de 2,63 i el nombre mitjà de persones que vivien en cada família era de 3,2.
Per edats la població es repartia de la següent manera: un 31,5% tenia menys de 18 anys, un 8,1% entre 18 i 24, un 32,3% entre 25 i 44, un 18,1% de 45 a 60 i un 10% 65 anys o més.
L'edat mediana era de 33 anys. Per cada 100 dones de 18 o més anys hi havia 100 homes.
La renda mediana per habitatge era de 33.929 $ i la renda mediana per família de 38.333 $. Els homes tenien una renda mediana de 31.346 $ mentre que les dones 21.250 $. La renda per capita de la població era de 16.176 $. Aproximadament el 13,2% de les famílies i el 13,6% de la població estaven per davall del llindar de pobresa.

## Poblacions més properes
El següent diagrama mostra les poblacions més properes.